# 666 International
666 International es el tercer álbum de larga duración de la banda noruega de black metal Dødheimsgard. Fue lanzado el 11 de junio de 1999 por Moonfog Productions.
Con 666 International, Dødheimsgard abandonó el estilo black metal de sus dos álbumes anteriores, desarrollando aún más el estilo de su EP Satanic Art (1998). El álbum se dirige hacia un estilo más vanguardista que fusiona el black y el metal industrial, con algunos interludios electrónicos y de teclado.
666 International fue el último lanzamiento de Dødheimsgard en presentar a Aldrahn en la voz (hasta su eventual regreso a la banda en 2013, cuando la banda grabó A Umbra Omega con él), Apollyon en el bajo y Svein Egil Hatlevik en los teclados. También fue su último lanzamiento bajo el nombre de Dødheimsgard; en 2003, la banda acortó su nombre a DHG.
La introducción de piano en "Shiva-Interfere" está tomada de la pista final "Wrapped in Plastic" de Satanic Art.
Fue relanzado en 2011 por Peaceville Records e incluyó dos bonus tracks. "Hæmorrhage Era One Reconstructed" apareció originalmente en la compilación de 2000 Moonfog 2000: A Different Perspective.

## Recepción de la crítica
William York de AllMusic llamó a 666 International "un álbum elaborado, ambicioso y creativo que seguramente frustrará a los puristas".

## Personal

### Dødheimsgård
- Aldrahn (Bjørn Dencker Gjerde) – guitarras, voz
- Vicotnik (Yusaf Parvez) – guitarras
- Apollyon (Ole Jørgen Moe) – bajo
- Czral ( Carl-Michael Eide ) – batería, percusión
- Mr. Magic Logic (Svein Egil Hatlevik) – teclados

### Personal adicional
- Bjørn Boge – producción, ingeniería, mezcla
- Tom "Thrawn" Kvålsvoll – masterización